# اولالیو گوتیرز
اولالیو گوتیرز (انگلیسی: Eulalio Gutiérrez؛ زاده ۴ فوریهٔ ۱۸۸۱ – درگذشته ۱۲ اوت ۱۹۳۹) سیاستمدار، و پرسنل نظامی اهل مکزیک بود. وی از ۶ نوامبر ۱۹۱۴ تا ۱۶ ژانویه ۱۹۱۵ رئیس‌جمهور این کشور بود.
اولالیو گوتیرز در ۱۲ اوت ۱۹۳۹، در سن ۵۸ سالگی درگذشت.